# 卡累利阿共和国国徽
卡累利阿共和國國徽，為俄羅斯聯邦自治共和國卡累利阿共和國的徽章，為一盾徽，上為八角星，盾徽內為卡累利阿共和國國旗三色及黑色的獅子。